# زمین‌لرزه ایتالیا
زمین‌لرزه ایتالیا ممکن است به یکی از موارد زیر اشاره داشته باشد:
- زمین‌لرزه ۱۹۹۰ ایتالیا
- زمین‌لرزه ۱۹۲۰ ایتالیا
- زمین‌لرزه ۱۹۱۴ ایتالیا